# بی‌دینی در پاکستان
بی‌دینی و خداناباوری در حال حاضر در میان اقلیت عمدتاً افراد جوان در پاکستان رواج دارد.
طبق پژوهش‌های مؤسسهٔ گالوپ، در سال ۲۰۰۵ حدود ۱٪ از جمعیت پاکستان به عنوان خداناباور تخمین زده شدند. در سال ۲۰۱۲ این رقم افزایش یافت و به حدود ۲ درصد رسید.

## همچنین نگاه کنید
- تبعیض علیه بی‌خدایان